# Nåd (teologi)
För andra betydelser, se Nåd.
Nåd är i kristen uppfattning en Guds gåva till människan, jämför andegåva. Nåden skänks fritt och villkorslöst i avsikt att leda människan till frälsning. Även skapelsen i sin helhet kan beskrivas som ett uttryck för Guds nåd – livet och livets upprätthållande. Vanligtvis avses dock den kraft som Gud ger människan för att hon skall räddas från döden. Tolkningen av hur detta sker och under vilka omständigheter har under historiens lopp gett upphov till viktiga konflikter inom kyrkan.

## Nåden och synden
Läran om nåden är starkt förknippad med läran om synden. Enligt de flesta tolkningar av kristen tro befinner sig människan i ett tillstånd av bruten gemenskap med Gud, till följd av att hon inte litade på Gud i begynnelsen (händelsen framställs i Första Mosebokens tredje kapitel). Konsekvenserna för människan av det så kallade "fallet" har enligt Bibeln varit att hon blir dödens rov och måste slita för sitt bröd och föda sina barn i smärta – med andra ord, människans nuvarande situation. Har då människan helt blivit syndens slav och hur vidarebefordras synden? Vari består synden? I vilken mån kan hon reformera sig själv och i vilken mån krävs den fria gåvan av Guds nåd för att gemenskapen med Gud skall återupprättas? Hur förhåller sig människans ansvar till nåden som gåva? Dessa frågor har fått olika svar under kyrkans historia.

## Det bibliska begreppet
Det ord i Gamla testamentet som ofta översätts med ”nåd” är chesed, som också kan tolkas som ”kärlek” eller ”barmhärtighet”. Ett annat ord som ligger bakom det svenska ”nåd” är hanam, som betecknar spontan välvilja. Även raham, som vanligen översätts med ”barmhärtighet”, kan sägas ha samma innebörd av en vilja till att återupprätta ett brutet förhållande. 
I Nya testamentet är det det grekiska charis, ordagrant ”gåva”, som översätts som ”nåd.” Nådebegreppet återspeglas av flera liknelser. Arbetarna i vingården (Matt 20:1–16) och den förlorade sonen (Luk 15:11) är exempel på en oförtjänt, välvillig gåva som ligger mycket nära det hebreiska konceptet. Jesus använder sig av ett begrepp som tidigare mest betecknat Guds attityd i förhållande till sitt folk för att vända upp och ned på föreställningarna om merit, lön och rättigheter i mellanmänskliga relationer. 

## Viljan och nåd
Frågan om relationen mellan Guds gåva och människans ansvar behandlas inte direkt inom Nya testamentet. Där förekommer sida vid sida uppfattningen att allt är Guds gåva, att människan oförtjänt tar emot frälsningen, och att denna förutsätter en trosakt och en omvändelse som engagerar hennes fria vilja. Denna relation (motsättning) har dock visat sig vara ett av teologins mest svårlösta problem. 

### Origenes
Redan vid slutet av det första århundradet framställde den grekiske kyrkofadern Origenes läran om alltings frälsning (apokatastasis), där Guds nåd väller in och övervinner all synd på ett oemotståndligt vis, så att till och med djävulen själv till slut skall räddas till gemenskap med Gud. Denna lära accepterades inte av kyrkan, eftersom den skulle innebära automatisk frälsning. 

### Pelagius
En engelsk munk, Pelagius, framställde omkring sekelskiftet år 400 en lära som gick ut på att människan lär sig synden från det omgivande samhället och av människorna. Pelagius lade tonvikten på människans fria vilja att välja mellan ont och gott, och ansåg att människan av egen kraft kunde välja det goda. Religionens roll i detta sammanhang var främst moralisk: att lära oss vad som är gott, så att vi skall kunna följa det. Denna positiva lära ansågs problematisk i det att den gjorde nåden till ett enkelt instrument för samhällsförbättring, inte en övergripande förvandling av människan. Den lämnade också frågan öppen varför Kristus dog på korset, eftersom människan kan frälsa sig själv. Kyrkofadern Augustinus, biskop av Hippo i Nordafrika (nuvarande Tunisien), bekämpade häftigt pelagianismen och lyckades få honom utdömd av kyrkan (vid konciliet i Kartago 417).

### Augustinus och predestinationsläran
För att understryka vikten av att allt kommer från Gud gick Augustinus så långt åt andra hållet att det av de flesta kommande teologer setts som en överdrift. Om allt beror på nåden som Gud ger, hur kommer det sig då att somliga människor dör i synd? Det måste vara därför att Gud har valt att inte skänka dem den nåd som skulle ha räddat dem. Detta var upphovet till den dubbla predestinationsläran, som skulle sätta djupa spår i den protestantiska kristendomen efter reformationen. Enligt den är somliga människor förutbestämda till helvetet, medan andra är förutbestämda till himlen, allt enligt Guds outgrundliga vilja. De mera extrema uttrycken för Augustinus lära i detta ämne utdömdes av kyrkan, men hans inflytande var stort under hela medeltiden och fortsatte att vara det även inom protestantismen, i synnerhet kalvinismen.

### Maximos bekännaren
På 700-talet krönte kyrkofader Maximos bekännaren den patristiska perioden med en väldig teologisk syntes i vilken Pelagius dynamiska och Augustinus teocentriska vision harmoniseras (även om Maximos främst drog från grekiska källor). Gud har skapat människan till att leva i gemenskap med sig, och därför är det allra innersta i människan vänt till Gud. När människan verkligen är sig själv, oförblindad av lidelser och begär, är hennes egen största önskan att leva i gemenskap med Gud. För att hon skall kunna nå denna naturliga vilja till att vara med Gud måste hon emellertid genomgå en omvändelsens kamp, och denna kan hon inte börja på utan att först ha tagit emot nåd från Gud. Nåden kommer till henne på olika vägar – den mest självfallna är kyrkans sakrament. Därmed kan Anden långsamt föra henne tillbaka in i sig själv, där hennes eget personliga djup sammanfaller på ett outsägligt vis med Guds djup. Nåden innebär därmed att alltmer ta del i Guds eviga liv genom Anden, utan att för den skull vara mindre sig själv – snarare tvärtom, eftersom människan från begynnelsen var skapad för detta. Denna stora och hoppfulla syntes blev emellertid föga känd i Västerlandet och har uppmärksammats på allvar först under de senaste femtio åren (en svensk forskare, Lars Thunberg, har bidragit till att göra Maximos mera känd; Hans Urs von Balthasar är ett av de stora internationella namnen).

## Nådeläran under senmedeltiden
I den senmedeltida kyrkan förvandlades långsamt uppfattningen av nåden under inflytande av botsystemets utveckling. Dopet och syndaförlåtelsen hade tagits på yttersta allvar av den tidiga kyrkan – man diskuterade länge om det var möjligt att få synder begångna efter dopet förlåtna och i så fall hur. Nåden var en gåva – en gång bortkastad, skulle den erbjudas på nytt? Kunde människor som avfallit under förföljelserna återupptas i kyrkan? Ett mycket strängt botsystem utvecklades, där det kunde ta upp till ett år att återinfogas i gemenskapen. Så småningom införde man bikt och avlösning, men alltid i samband med konkreta handlingar: pilgrimsfärder, gåvor eller utspisning till de fattiga eller donationer till kyrkan. Systemet kommersialiserades. Välstående personer började köpa sig fria från tidsödande vallfärder och förödmjukande fattigtjänst genom att skänka pengar till kyrkan, och kyrkan behövde pengarna, inte alltid till andlig tjänst. Så småningom utvecklades detta till ren korruption – ett slags handel med nåden av det slag som Martin Luther fördömde år 1517. Eftersom denna nådesyn grundade sig på en intim förening mellan aktivt handlande och nåd lade reformatorerna stark tonvikt på hur fullkomligt fri nåden var, att ingenting vi gör kan påverka Guds gåva. Därmed reagerade man mot merkantiliseringen av nåden ("allenast tron frälser"), men man återuppväckte därmed också hela problematiken omkring nåden och den fria viljan.

## Det protestantiska dilemmat
Johan Calvin tog helt och hållet över predestinationsläran. Inom kalvinismen kom man att alltmer vända sig till känslan[källa behövs], som skulle vara en av frälsningsvisshet, eller (i värsta fall) visshet om att man inte var "utvald". Kalvinismen försatte sig alltså på Augustinus sida gentemot Pelagus och föredrog att utplåna den fria viljan för att bevara Guds frihet. 
Mot slutet av 1500-talet reagerade Jakob Arminius mot detta och förde fram en lära som efter honom kallades arminianism. Enligt Arminius erbjöd Gud sin nåd åt alla människor, och människan kunde vägra att ta emot den. Denna syn låg närmare den föraugustinska och östkyrkliga, men förkastades av de reformerade kyrkorna vid synoden i Dordrecht 1618-1619. 
Arminius lära överlevde dock och vann spridning genom att John Wesley förkunnade och spred en liknande uppfattning om nåden. Enligt honom ger Gud en gåva av förekommande nåd (prevenient grace), som gör att människan kan besinna omvändelsen och ta emot eller förkasta den. Denna lära blev mycket framgångsrik i USA, där den klassiska kalvinismen i stor utsträckning fick ge vika för den. Den präglar också metodistkyrkan.

## Tridentinsk katolicism
Inom tridentisk katolicism bibehöll man i något rensad form den medeltida föreställningen om nåden. För dem som syndat, men inte begått dödssynder (medvetna brott mot Guds bud i en allvarlig sak), skulle alltid möjligheten till rening finnas i skärselden (från det gamla svenska ordet ”skära”, som betyder ”rena”). Man ansåg också att somliga människor levde i en sådan helighet att de samlade på sig ett överflöd av nåd som gavs namnet supererogation. Detta överflöd kan kyrkan erbjuda åt sina trogna. Genom denna något invecklade kalkyl kom man alltså tillbaka till att nåd finns i överflöd hos Herren och ingen syndare skall behöva förtvivla – och samtidigt kunde man behålla Guds frihet på bekostnad av människans fria vilja. Både skärselden och nådekalkylerna förkastades av protestanterna.

### Jansenismen
Inte heller den romerska kyrkan besparades emellertid den av Augustinus inspirerade konflikten mellan viljan och nåden. Cornelius Jansen publicerade år 1640 sitt verk Augustinus, där han ansträngde sig att återinföra augustinska perspektiv på synden och det mänskliga fördärvet. I mångt och mycket liknade hans tankar dem som underhölls av puritanerna vid samma epok på den protestantiska sidan. De som kom att kallas jansenister upplevde sig själva som en grupp som kallats till att leva utanför världen, i ett samhälle för sig. Deras centrum var kvinnoklostret i Port-Royal. Blaise Pascal var starkt påverkad av jansenismen, som bedrev polemik med jesuiterna. Dessa upplevdes som världsliga och omoraliska av jansenisterna, som dock fick sin egen lära utdömd av kyrkan som ett kätteri på 1700-talet.

## Ortodoxin
Inom den ortodoxa kyrkan läggs tonvikten på den helige Ande och Guds energier. Energierna (”krafterna”) uppfattas som ett naturligt utflöde av Gud själv, de är delaktiga i Gud men inte i hans väsen, såsom den helige Ande är. Dessa energier genomströmmar universum och vederkvicker det, upprätthåller allting i existensen och i Guds närvaro. Gud erbjuder ständigt sin nåd, och att ta emot den är att träda in i verkligheten, att delta i den väldiga rörelse mot Gud som är universums innersta väsen. Människans fria vilja måste komma i överensstämmelse med detta, och det är därför som ortodoxin lägger stor vikt vid späkelser och askes, som dock ses i ett ljust och glädjerikt perspektiv, eftersom avsikten inte är att undertrycka, utan att befria. 

## Ekumenisk framgång
Den stora västerländska konflikten om nåden och gärningarna är nu bilagd. Den romersk-katolska kyrkan och de lutherska kyrkorna har kommit fram till att de delar samma syn på nåden som en Guds fria gåva som samverkar med och vägleder människans fria vilja. 

## Frågan om kyrkan och sakramenten
Förhållande mellan nåden och den fria viljan är avgörande för kyrkans och sakramentens betydelse. Inom den ortodoxa och katolska kyrkan är sakramenten verkligt deltagande i Guds gemenskap, alltså omges de med vördnad och ibland stränga regler. De är symboler för en gemenskap som måste vara förhanden, i annat fall blir deltagandet i sakramentet till hädelse. Därav kravet på bikt och försoning före nattvarden etc. Detta återspeglar det komplexa samspelet mellan nåd och omvändelse som präglar den klassiska kristna teologin och som aldrig har rubbats, även när andra läror har varit inflytelserika. 
Om man däremot förkunnar att det enbart är tron och det förkunnade ordet som leder till frälsning måste man ställa sig frågan vilken kyrkans roll är. Sola fide är en starkt individualistisk religionsuppfattning. Jesu bud om kärlek till nästan och Paulus starka tonvikt på de troendes gemenskap lägger grunden för kyrkan som de troendes samfund. Det blir därmed mindre en mystisk gemenskap i Kristi kropp (som i den katolska-ortodoxa teologin) och mer en gemenskap av dem som förenas av sin tro på Jesus. I en sådan kyrka blir förkunnelsen av större betydelse än sakramenten. De ursprungliga reformatorerna tog fortfarande sakramenten på stort allvar, och inom lutherdomen har nattvarden fortsatt att äga avsevärd betydelse.